# Anabasi (Sofeneto)
L'Anabasi è un'opera storica dello scrittore greco Sofeneto di Stinfalo.

## Contenuto
L'Anabasi di Ciro di Sofeneto è andata quasi completamente perduta: di essa, infatti, rimangono pochissimi frammenti superstiti. In effetti, l'unico che citi brani di quest'opera del militare greco è Stefano di Bisanzio, anche se si pensa che il resoconto di Diodoro Siculo nel libro XIV della Biblioteca Storica dipenda, attraverso Eforo, da questo memoriale, che presentava diversi dettagli divergenti da quello senofonteo.
L'opera avrebbe, in effetti, spinto Senofonte a comporre la propria Anabasi, pubblicata sotto il nome di Temistogene di Siracusa per evidenziare il ruolo di comando di Senofonte stesso.